# 1265 en santé et médecine
| Années de la santé et de la médecine : 1262 - 1263 - 1264 - 1265 - 1266 - 1267 - 1268    |
| Décennies de la santé et de la médecine : 1230 - 1240 - 1250 - 1260 - 1270 - 1280 - 1290 |

Cet article présente les faits marquants de l'année 1265 en santé et médecine.

## Événements

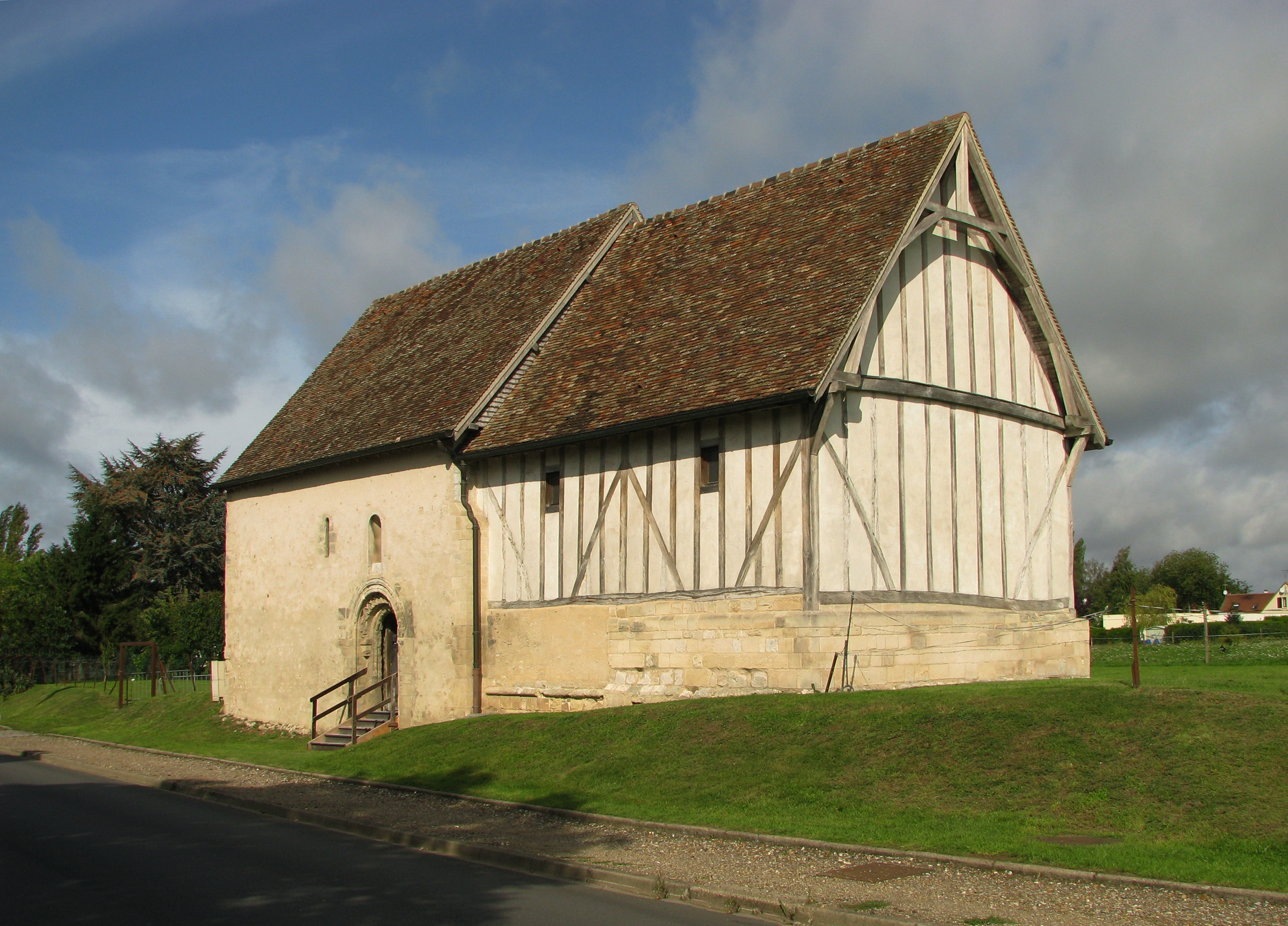
Gisors (s.) Léproserie Saint-Lazare

- Fondation d'une maison-Dieu à Briis, dans l'actuel département de l'Essonne, par Jean de Briis, seigneur du lieu, et par Avelyne, sa femme[1],[2].
- Première mention de l'hôpital du Saint-Esprit de Stralsund, en Poméranie, destiné aux vieillards, aux malades et aux personnes dans le besoin, et premier du genre dans cette ville[3],[4].
- Près de Monteriggioni en Toscane, le pape Clément IV et l'évêque de Volterra inaugurent un hôpital que la fondatrice, Sapia, veuve de Ghinibaldo di Saracino da Strove, a voulu adjoindre à son château de Castiglionalto (it) et qu'elle destine à l'accueil des passants[5].
- Le pape Clément IV ordonne à tout lépreux, sous peine d'excommunication et quelle que soit sa position sociale, de se retirer dans un hôpital des chevaliers de Saint-Lazare en remettant tous ses biens entre leurs mains[6].
- 1264-1265 : fondation de l'hôtel-Dieu de Saint-Paul[7] en Artois, par Guy III, comte de Châtillon, et sa femme, Mathilde, fille d'Henri II, duc de Brabant[8],[9].
- Vers 1265 : fondation probable de la maison-Dieu d'Eymoutiers, dans le diocèse de Limoges[10].

## Publications
- Théodoric rédige sa Chirurgia[11].
- Vers 1265 : Salomon ben Joseph ibn Ayub, surtout connu comme traducteur d'Avicenne, achève un traité sur les hémorroïdes[12].

## Personnalité
- Fl. Stéphanie de Lyon, femme médecin (« medica ») française, fille d'Étienne de Montaneis, lui-même médecin à Lyon[13].

## Décès
- 14 mai : Gilles de Santarem (né vers 1185), médecin et moine portugais, traducteur de Rhazès et de Jean Mésué, commentateur du Viatique d'Ibn al-Jazzar[14].
- Abraham ben Sahal (né à Cordoue en Andalousie à une date inconnue), médecin, astronome, philosophe et poète juif[15].